# Eurytoma aterrima
Eurytoma aterrima es una especie de avispa del género Eurytoma, familia Eurytomidae. Fue descrita por el naturalista alemán Franz Paula von Schrank en 1781. Se encuentra en Alemania, Austria, Estados Unidos, Italia y Reino Unido.